# Taisnières-sur-Hon
Taisnières-sur-Hon är en kommun i departementet Nord i regionen Hauts-de-France i norra Frankrike. Kommunen ligger i kantonen Bavay som tillhör arrondissementet Avesnes-sur-Helpe. År 2022 hade Taisnières-sur-Hon 960 invånare.

## Befolkningsutveckling
Antalet invånare i kommunen Taisnières-sur-Hon
| Referens: INSEE |